# Perast
Perast este un oraș din comuna Kotor, Muntenegru. Conform datelor de la recensământul din 2003, orașul are 349 de locuitori (la recensământul din 1991 erau 449 de locuitori).

## Demografie
În orașul Perast locuiesc 297 de persoane adulte, iar vârsta medie a populației este de 41,7 de ani (38,2 la bărbați și 44,6 la femei). În localitate sunt 135 de gospodării, iar numărul mediu de membri în gospodărie este de 2,59.
Populația localității este formată în principal de vorbitori de limba sârbo-croată (peste 80%:- sârbi și muntenegreni, precum și o minoritate croată).
|  |

| Demografie | Demografie | Demografie |
| An         | Locuitori  | Locuitori  |
| ---------- | ---------- | ---------- |
|            |            |            |
|            |            |            |
|            |            |            |
|            |            |            |
| 1948       | 412        |            |
| 1953       | 478        |            |
| 1961       | 544        |            |
| 1971       | 637        |            |
| 1981       | 551        |            |
| 1991       | 449        | 444        |
| 2003       | 368        | 349        |

| \| Componența etnică conform recensământului din 2003[2] \| Componența etnică conform recensământului din 2003[2] \| Componența etnică conform recensământului din 2003[2] \| Componența etnică conform recensământului din 2003[2] \| Componența etnică conform recensământului din 2003[2] \| \| ----------------------------------------------------- \| ----------------------------------------------------- \| ----------------------------------------------------- \| ----------------------------------------------------- \| ----------------------------------------------------- \| \| \| \| \| \| \| \| Muntenegreni \| Muntenegreni \| \| 146 \| 41,83% \| \| Sârbi \| Sârbi \| \| 101 \| 28,93% \| \| Croați \| Croați \| \| 29 \| 8,3% \| \| Iugoslavi \| Iugoslavi \| \| 10 \| 2,86% \| \| Bosniaci \| Bosniaci \| \| 3 \| 0,85% \| \| Sloveni \| Sloveni \| \| 1 \| 0,28% \| \| Macedoneni \| Macedoneni \| \| 1 \| 0,28% \| \| necunoscută \| necunoscută \| \| 16 \| 4,58% \| |              |  |     |        |
| Componența etnică conform recensământului din 2003 |              |  |     |        |
| |              |  |     |        |
| Muntenegreni | Muntenegreni |  | 146 | 41,83% |
| Sârbi | Sârbi        |  | 101 | 28,93% |
| Croați | Croați       |  | 29  | 8,3%   |
| Iugoslavi | Iugoslavi    |  | 10  | 2,86%  |
| Bosniaci | Bosniaci     |  | 3   | 0,85%  |
| Sloveni | Sloveni      |  | 1   | 0,28%  |
| Macedoneni | Macedoneni   |  | 1   | 0,28%  |
| necunoscută | necunoscută  |  | 16  | 4,58%  |

## Personalități născute aici
- Andrija Zmajević (1624 - 1694), poet, teolog.